# Dorfkirche Nackel

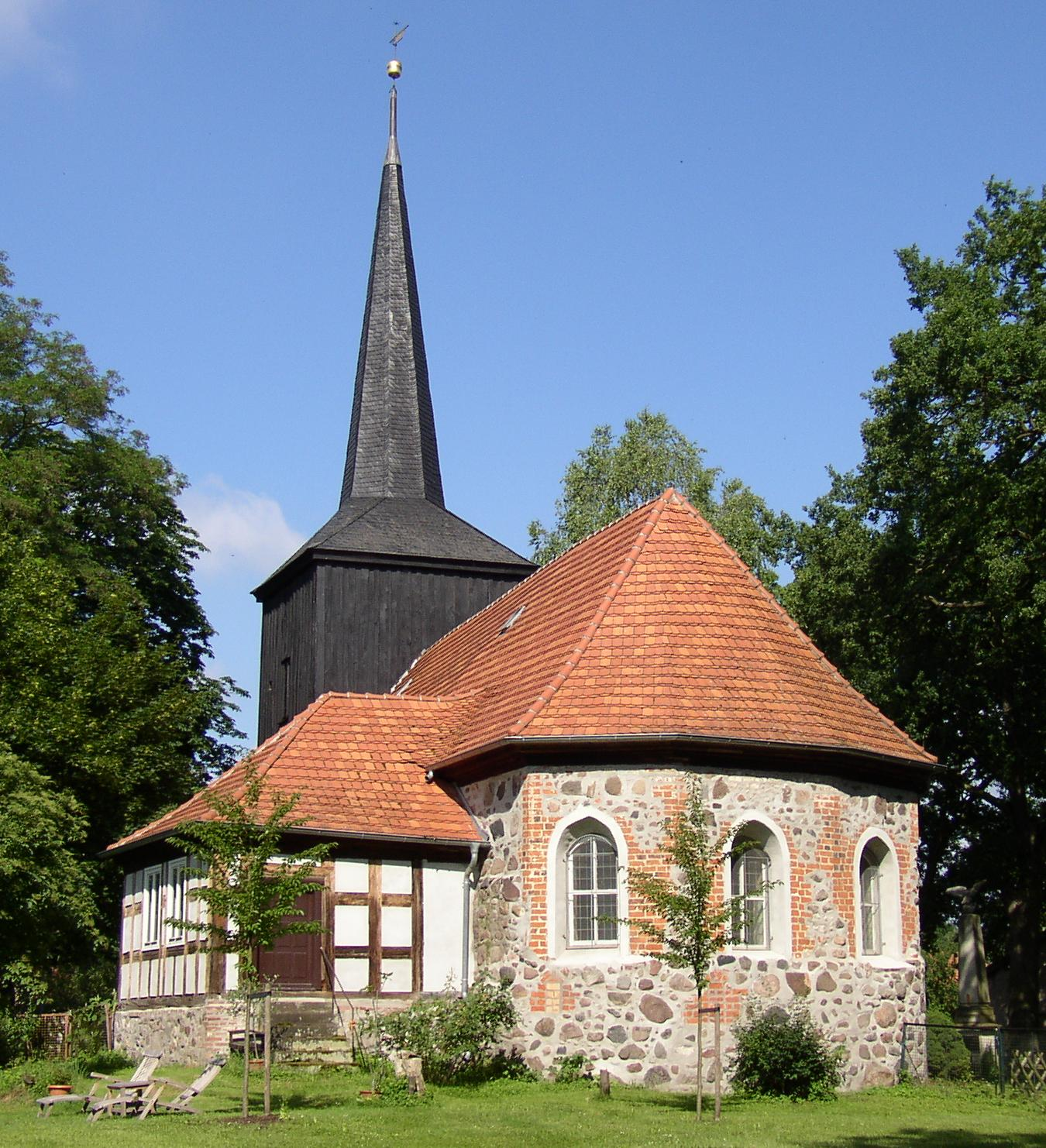
Dorfkirche in Nackel

Die evangelische Dorfkirche Nackel ist eine Saalkirche in Nackel, einem Ortsteil der Gemeinde Wusterhausen/Dosse im brandenburgischen Landkreis Ostprignitz-Ruppin. Die Kirchengemeinde gehört dem Pfarrsprengel Segeletz im Kirchenkreis Prignitz der Evangelischen Kirche Berlin-Brandenburg-schlesische Oberlausitz an. Das Gebäude steht unter Denkmalschutz.

## Baubeschreibung

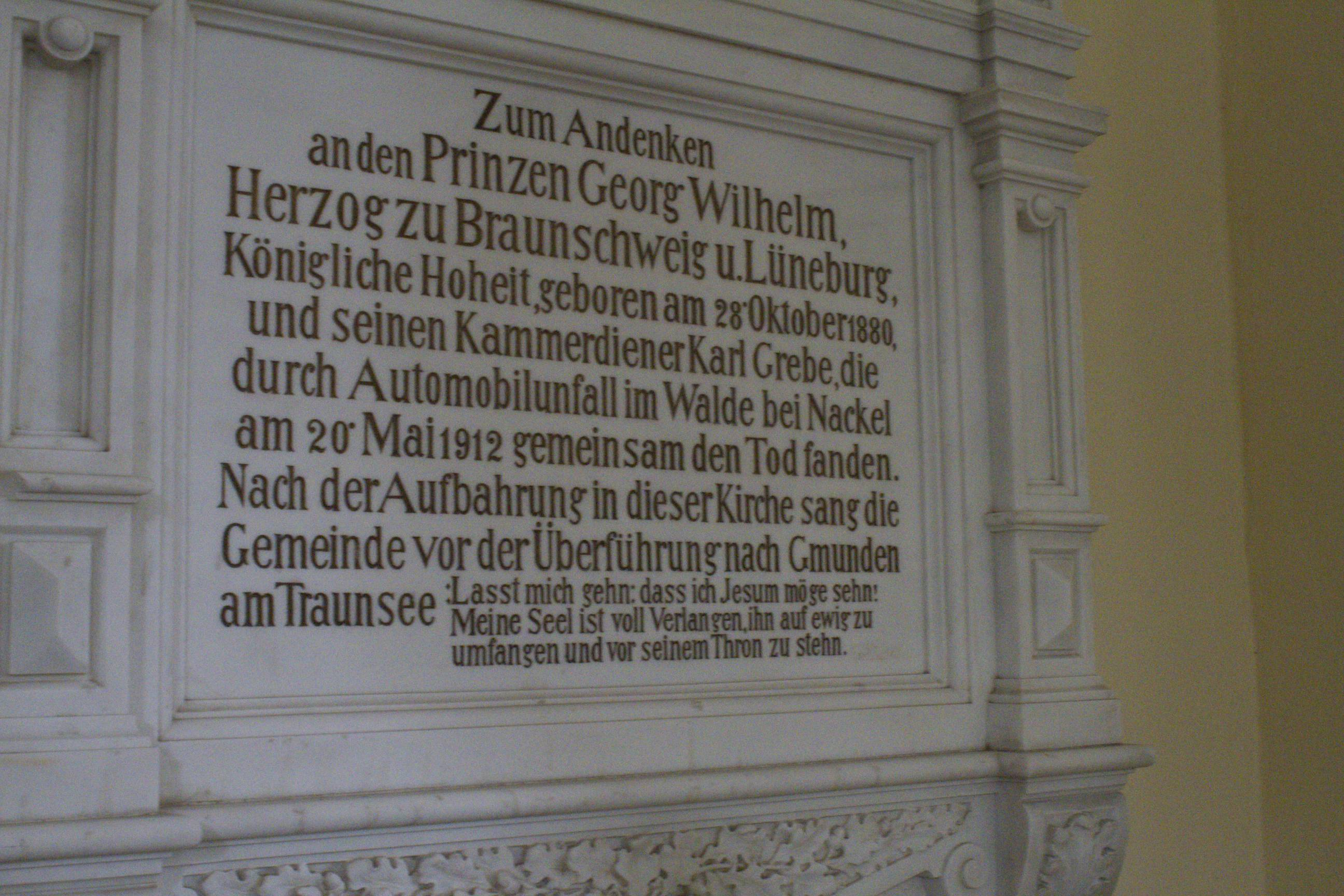
Gedenktafel für Georg Wilhelm von Braunschweig-Lüneburg und seinen Kammerdiener

Die Kirche steht im Ortskern von Nackel, südlich der Friedensstraße. Es handelt sich im Kern um einen spätgotischen Feldsteinbau mit einem polygonalen Abschluss. Der Chorsockel besteht aus einem stärkeren, unregelmäßigen Mauerwerk, in dem sich im Nordosten ein vermutlich frühgotisches Lugfenster, das jedoch vermauert ist, befindet. Im 17. Jahrhundert wurden das Dach und das Gesims des Chors sowie das Schiff erneuert. Das Schiff wurde in Fachwerkbauweise gebaut. Die Südwand rechteckige Fenster hat. Die Nordwand wurde 1881 durch Backstein ersetzt und eine kleine neugotische Vorhalle hinzugefügt. Das Westjoch und der verbretterte Turmaufsatz wurden wahrscheinlich im 18. Jahrhundert erbaut. Die südliche ehemalige Herrschaftsloge wurde zur gleichen Zeit angebaut und ist zum Schiff hin mit zwei Halbkreisbögen geöffnet.
Im Inneren gibt es eine Hufeisenempore mit einem Orgelprospekt von 1828. Ein Taufständer aus Berliner Eisenkunstguss stammt aus der Zeit um 1820. Unter der Herrschaftsloge befindet sich eine Marmorgedenktafel für Emil von der Hagen und seine Ehefrau Caroline, geborene von Schenkendorf (gestorben 1840 bzw. 1854). Eine weitere Gedenktafel ist dem Prinzen Georg Wilhelm von Braunschweig-Lüneburg und seinem Kammerdiener Karl Crebe gewidmet, die am 20. Mai 1912 bei einem Autounfall nahe Nackel ums Leben kamen.
Die Kirche besitzt ein zweistimmiges Geläut, das gesondert unter Denkmalschutz steht. Die größere Glocke wurde um das Jahr 1300 gegossen. Die kleinere Glocke weist eine Inschrift, Pilgerzeichen und Heiligenfiguren auf und wurde um das Jahr 1375 gegossen.